# ريخارد شتراوس

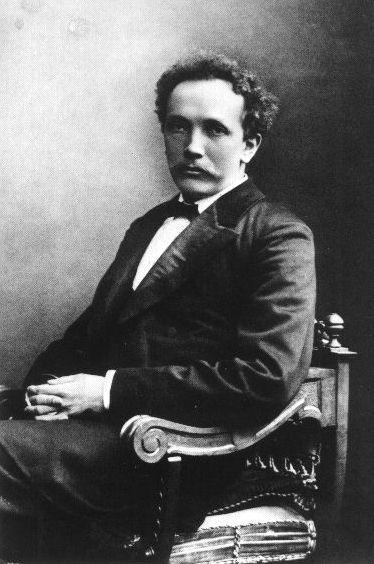
ريخارد شتراوس

ريخارد شتراوس (بالألمانية: Richard Strauss) (ولد في 11 يونيو 1864 - توفي في 8 سبتمبر 1949) مؤلف موسيقي ألماني. كان شتراوس أول مؤسسي المدرسة الحديثة التي أثارت ضده المحافظين، كما أكسبته إعجاب بعض المناصرين.
كان والده عازف «كورنو» مشهورًا، فبدأ يعلم الطفل شتراوس الموسيقى من سن الرابعة، ثم استمر يدرس العلوم الموسيقية والتأليف حتى عام 1880، ولكنه بدأ يكتب المؤلفات الصغيرة قبل ذلك بكثير. وفي عام 1881 قدّم أولى سيمفونياته، ثم كونشرتو «للفيولينة»، وهما ما أكدا للمجتمع الموسيقي في مدينة ميونيخ نبوغ هذا الشاب. ولما عُيّن شتراوس قائدًا لأوركسترا أوبرا ميونيخ كان عنده الوقت الكافي للتأمل والتأليف على أساس فلسفة جديدة لاستعمال الكتل الصوتية قائمة على التجديد والجرأة، فكان بذلك أول مؤسسي المدرسة الحديثة. وفي عام 1904 سافر إلى نيويورك حيث أذهل الجماهير بسيمفونية «جبال الألب» التي استعمل فيها مع الأوركسترا أجهزة وماكينات لإحداث أصوات الريح القوية والرعد ليصوّر العاصفة.
ثم كتب أوبرا «سالومي»، ولما عُرضت في نيويورك عام 1907 أثارت سخط المستمعين لما فيها من عنف وجرأة فمُنع عرضها. ثم كتب أوبرا «إلكترا» بأسلوب أقل عنفًا عن سابقتها وكأنه خضع لرأي الجماهير. وكانت آخر أوبراته «النزوة» عام 1942. كانت حياة شتراوس سلسلة من الترحال المستمر حتى آخر أيامه، وعلى الرغم من ذلك فقد كتب خمسة عشر أوبرا، وباليهين، وثلاثة سيمفونيات، وكونشرتو «للفيولينة»، وآخر «للكورنو»، والعديد من الأغاني، ومؤلفات صغيرة للبيانو وغيرها.

## حياته

### الصبا والشباب، 1864 - 1885
ولد ريتشارد جورج شترواس في ميونخ في 11 يونيو 1864، كان الابن الأول لفرانز جوزيف شتراوس، عازف الهورن الرئيسي في أوركسترا بلاط ميونخ ل42 سنة، وجوزفين شور، زوجته الثانية. كانت مدام شور عضوة من أسرة صناع الخمر، مما مكن زوجها من الاستمتاع بالاستقلال المادي ويعني أن شترواس وأخته تمتعا بطفولة سعيدة خالية من الهموم. امتلك شتراوس موهبة موسيقية من سنواته الأولى: في سن الرابعة تلقى دروس في البيانو من زميل والده أوجست تومبو، وبعد أربع سنوات علمه الكمان ابن عم والده بينو والتر، قائد أوركسترا البلاط. فرانز شتراوس كان متحفظ بشدة في ذوقه الموسيقي - رغم أنه عزف فاجنر ببراعة كان يكره موسيقاه ويكرهه شخصيا - ولم يسمح لابنه بسماع أي شيء عدا الكلاسيكيات حت وصل لأوائل سنين المراهقة. ومن التأثيرات القوية على لاصبي حريته لحضور بروفات أوركسترا بلاط ميونخ بقيادة هيرمان ليفي. من سن 11 تلقى تعليم في النظرية الموسيقية، والهارموني والتوزيع من أحد مساعدي ليفي من قادة الأوركسترا وهو فريدريش فيلهلم ماير. كتب أول أعماله حين كان في السادسة، ومنذ ذلك الوقت حتى آخر أيام حياته ألف بانتظام وغزارة.

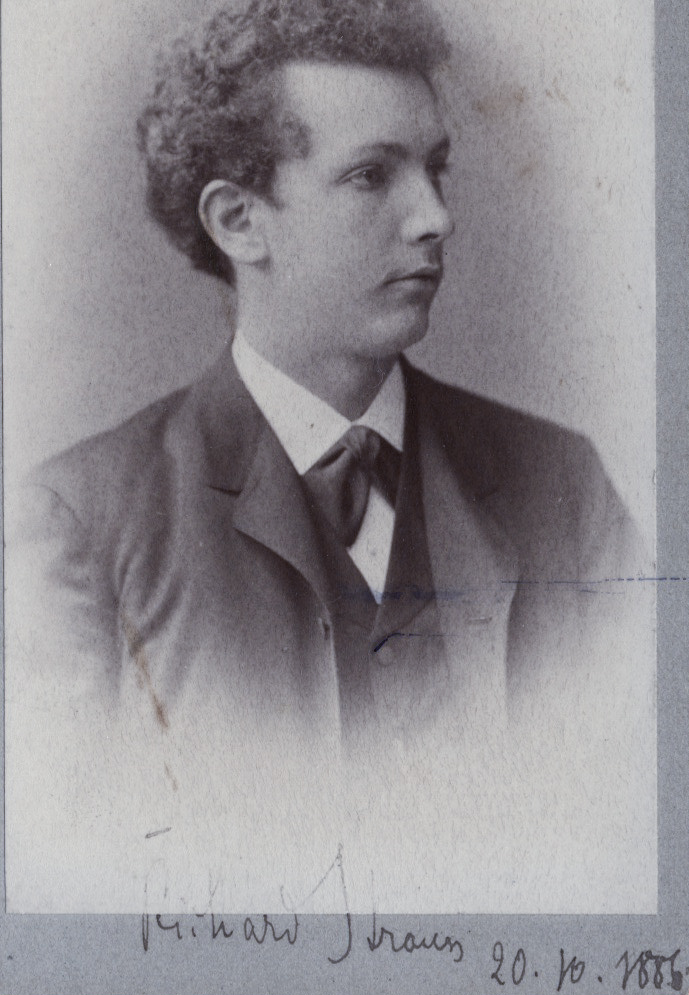
شتراوس في سن 24

بعد التعليم الابتدائي التحق شتراوس بمدرسة لودفيج في ميونيخ عام 1874، وبقى هناك حتى وصل سن 18. (لم يذهب قط إلى أكاديمية الموسيقى، حيث ذهب من المدرسة إلى جامعة ميونيخ في الفصول الدارسية في الشتاء والربيع لأعوام 1882 - 1883 لقراءة الفلسفة وعلم الجمال وتاريخ الفن). أول مقابلة مع أوبرات فاجنر حدث أثناء وعبد 1874، حين رأى عروض «تانهاوزر» و«زيجفريد» و«لوهنجرين» ووجدهم وراء قدرة تقديره. بعد عدة سنوات كتب في مذكراته عام 1949 «لم أدخل في العالم السحري لترستان حتى درس نوتة العمل ضد أوامر والده، ولاحقا دخلت بخاتم النبلونج، ويمكن أن أذكر جيدا كيف في سن السابعة عشرة استوعبت نوتة ترستان كاني في حلم». قبل ذلك بعدة سنوات كون فرانز شترواس أوركسترا شبه محترفة. من سن 13 سمح لشتراوس العزف في مجموعة خلفية من الكمان وتدريجيا انتقل للصفوف الأمامية. كان مارس 1881 شهرا هاما في حياته حين بلغ 16 سنة. في 14 مارس عرضت رباعيته الوترية في مقام لا في ميونخ من رباعي بينو والتر؛ وفي 26 مارس عزفت الأوركسترا «المارش الحماسي» في مقام مي بيمول وفي 30 مارس قاد ليفي أوركسترا البلاط في السيمفونية في مقام ري الصغير. ذلك العام ألف سوناتا البيانو في مقام سي الصغير مصنف رقم 5 وخمس مقطوعات للبيانو مصنف رقم 3. كل هذا نشر باستثناء السيمفونية التي ظلت في المسودة.
السنوات 1881-1885 كانت منتجة: فكتب شتراوس كونشرتو الهورن رقم 1، وسوناتا التشيللو ومقطوعات للبيانو، ورباعية للبيانو، وتلحين لقصيدة «أغنية العاصفة» لغوته لكوراس من ست أجزاء والأوركسترا، والسيمفونية رقم 2 في مقام فا الصغير و9 ألحان لقصائد لجليم للأصوات والبيانو التي تشمل، «التفاني» و«الليل» و«تخليد لذكرى الراحلين» (التي ما زالت ضمن أكثر أعمال اللليدر لشتراوس التي تلاقى إعجاب) قدمت السيمفونية عرضها الأول في نيويورك، قادها تيودور توماس، الذي عند زيارته لأوروبا شاهد المسودة لفرانز شترواس. في اوائل 1885 قاد وولنر هذه السيمفونية في كلونيا، وفي بننجين في 9 مارس في دبولوف العرض الأول لكونشرتو الهورن رقم 1 قبل بلوغه 21 عاما، بالتالي سمع شتراوس موسيقاه يقودها أبرز قادة الأوركسترا في عصره، أحدهم بولوف سماه «ريتشارد الثالث»، وهي دعابة لأنه كان يعني أن بعد «ريتشارد الأول» (فاجنر) لا يممكن أن يوجد ريتشارد ثاني. بالتأكيد لا يعني هذا أن بولوف اعتبر شتراوس مبتكر ثوري، لأنه ما أعجبه في موسيقى المؤلف الشاب هو تمسكه بالممارسات التقليدية. مع ذلك كان إطراء مذهل ويدل على سرعة وصول شترواس للشهرة.
مشوار شتراوس بدأ بجدية حين قدمت عروض لأعماله خارج بلده الأم ميونخ حيث تمتع بوضع جيد. في 5 ديسمبر 1882 عرض كونشرتو الكمان في فيينا أداه بينو والتر وكان شتراوس عازف البيانو. لكن الأهم في مستقبله كان عرض قبل ذلك بأسبوع في اوركسترا بلاط درسدن بقيادة فارنز ولنر للسرينادة في مقام مي بيمول ل13 آلة نفخ. وفي شتاء 1883 - 1884، حين ترك الجامعة ليركز على الموسيقى، زار شتراوس برلين للمرة الأولى. وأثناء بقاءه سمع أعمال أوبرالية والتقى بالدائرة الفنية في المدينة، وطور إدمانه للعب الورق الذي دام مدى حياته وكتب سيمفونية أخرى. كما التقى بهانز فون بولوف، الذي كان في هذا الوقت مايسترو أوركسترا بلاط منينجين، التي جعلها أكثر أوركسترا منضبطة في أوروبا. أول ناشر لشتوارس يوجين سبتزويج، عرف بولوف وأرسل له نوتة سرينادة لشتراوس. انبهر بولوف بما يكفي فلم يكتفي بوضع العمل في برامج حفلات أوركستراه فحسب، بل أيضا وصف لشتراوس بأنه «حتى الآن أكثر شخصية مدهشة منذ برامز». عرضت السرينادة في برلين، بحضور شتراوس، ادتها أوركسترا مننجين، بعدها دعى بولوف الموسيقي البالغ من العمر 19 سنة ليكتب مقطوعة مماثلة لمننجين، والنتيجة متتالية في مقام سي بيمول. أعد بولوف للعرض الأول ليقدم في ميونيخ حيث عزفت أورسكترا هناك في 18 نوفمبر 1884 ودعا شتراوس لقيادة المقطوعة.
السنوات 1881-1885 كانت منتجة: فكتب شتراوس كونشرتو الهورن رقم 1، وسوناتا التشيللو ومقطوعات للبيانو، ورباعية للبيانو، وتلحين لقصيدة «أغنية العاصفة» لغوته لكوراس من ست أجزاء والأوركسترا، والسيمفونية رقم 2 في مقام فا الصغير و9 ألحان لقصائد لجليم للأصوات والبيانو التي تشمل، «التفاني» و«الليل» و«تخليد لذكرى الراحلين» (التي ما زالت ضمن أكثر أعمال اللليدر لشتراوس التي تلاقى إعجاب) قدمت السيمفونية عرضها الأول في نيويورك، قادها تيودور توماس، الذي عند زيارته لأوروبا شاهد المسودة لفرانز شترواس. في اوائل 1885 قاد وولنر هذه السيمفونية في كولونيا، وفي بننجين في 9 مارس في دبولوف العرض الأول لكونشرتو الهورن رقم 1 قبل بلوغه 21 عاما، بالتالي سمع شتراوس موسيقاه يقودها أبرز قادة الأوركسترا في عصره، أحدهم بولوف سماه «ريتشارد الثالث»، وهي دعابة لأنه كان يعني أن بعد «ريتشارد الأول» (فاجنر) لا يممكن أن يوجد ريتشارد ثاني. بالتأكيد لا يعني هذا أن بولوف اعتبر شتراوس مبتكر ثوري، لأنه ما أعجبه في موسيقى المؤلف الشاب هو تمسكه بالممارسات التقليدية. مع ذلك كان إطراء مذهل ويدل على سرعة وصول شترواس للشهرة.

### مايسترو ومؤلف القصيد السيمفوني، 1885 - 1898

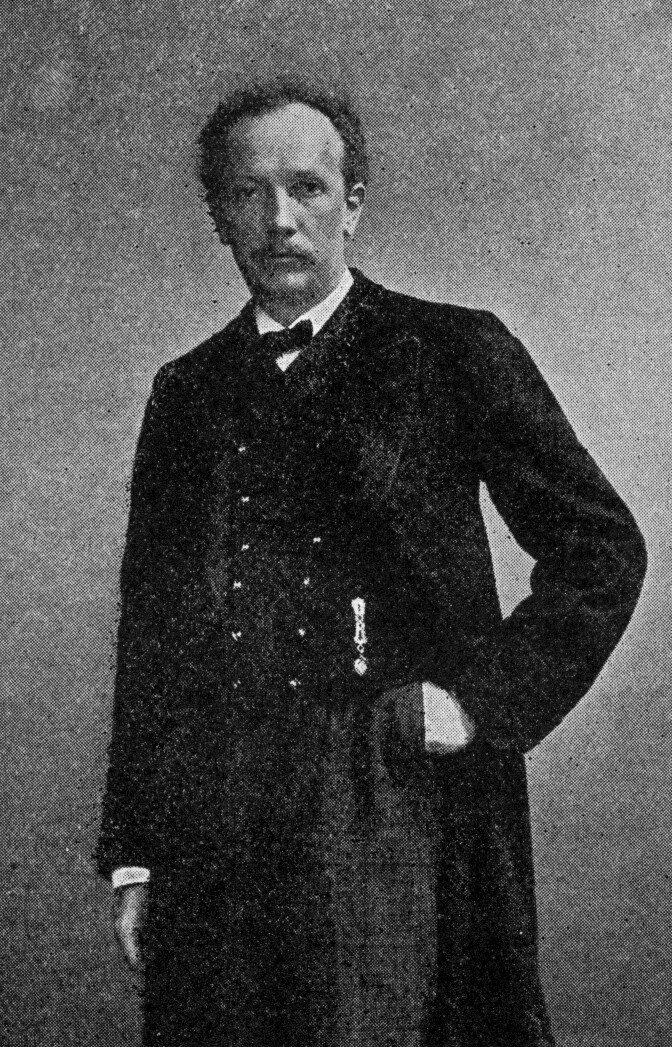

في صيف 1885، حين صار منصب مساعد مايسترو لبولوف في مننجين شاغرا، عرضه بولوف على شتراوس، الذي قبله، على الرغم من عدم خبرته في القيادة. حضر كل بروفات بولوف، وتعلم بالمشاهدة وبالإجابة على أسئلة بولوف الباحثة عن النوتة الموسيقية. في 15 أكتوبر، بعد أسبوعين فقط، ظهر شتراوس أول مرة أمام الجمهور كعازف بيانو صولو في كونشرتو في مقام دو الصغير تصنيف كوشيل رقم 491 لموتسارت، حيث كتب الكادنزا، وقاد عمله الذي ألفه وهو سيمفونية في مقام فا الصغير. كان برامز في مننجين لحضور بروفات سيمفونيته الجديدة رقم 4، التي كان مقرر عرضها الأول بعد عشرة أيام، واستمع لعمل الرجل الشاب، معلقا أن العمل «جذاب جدا لكن ملئ بألحان لا ترتبط بالعمل». بعد عدة أيام استقال بولوف من وظيفته وعين دوق ساكس مننجين شتراوس خليفته. لكن دون بولوف بدأ الدوق يقلل عدد الأوركسترا ورغم استياء شتراوس، وافق على تعاقد مدته 3 سنوات كمايسترو ثالث في أوبرا بلاط ميونيخ. ترك مننجين في أبريل 1886 بعد حصوله على خبرة قيمة. أيضا حضر عروض مسرح بلاط مننجين الشهيرة، حيث تطور معرفته العميقة بالتأثير الدرامي والمسرحي.
رغم أن أثر شخصي عميق آخر على شتراوس في مننجين كان صداقته مع أحد عازفي الكمان الأوركستراليين وهو ألكسندر ريتر، تابع مخلص لفاجنر وليست تزوج ابنة أخت فاجنر. وجد ريتر المايسترو الشاب أرض خصبة للتحويل إلى الإيمان بموسيقى المستقبل. جعله يتهم بمقالات فاجنر وشوبنهاور وأقنعه بأنه «لابد أن تبحث الأفكار الجديدة عن أشكال جديدة - هذا المبدأ الأساسي لأعمال» ليست«السمفونية، حيث كانت الفكرة الشعرية حقا العنصر التكويني، أصبحت بالتالي المبدأ الإرشادي لعملي السمفوني الخاص». النتيجة الموسيقية الفورية لهذا التحول كانت الفانتزي السيمفونية «من إيطاليا»، وهي مرحلة ما بين تقليدية أعمال مندلسون الأولى والنماذج التالية لفرانز ليست. سجلت انطباعات زيارته الأولى لإيطاليا في صيف 1886، قبل توليه وظيفة ميونخ. مكث في ميونخ ثلاثة أعوام، كمايسترو ثالث لكنه حرم من فرصة قيادة الأعمال الهامة، ومن ضمن الأعمال الأقل أهمية التي قادها «مدرسة العشاق» لموتسارت و«حفل تنكري» لفيردي وهو تصنيف يدل على ذوق الجمهور وقتها. عرض عمله «في إيطاليا» أول مرة في ميونخ في مارس 1887 وقسم الجمهور إلى مصفقين ومزدرين، بالتالي اعطى هذا العمل المثير للجدل فضيحة ساعدت على تقدم عرضه. في عام 1887، اثناء عمل شتراوس مايسترو زائر في لايبزج التقى بمالر، الذي أعجب به وأحبه في الحال، وفي عطلة الصيف تلقى طلبا بإعطاء دروس غناء لسوبرانو شابة، تدعى باويلينا دو آنا، ابنة جنرال محب لفاجنر. العمل الرئيسي الذي انشغل فيه كان قصيد سيمفوني يعتمد على ماكبث لشكسبير، وحين أكمل العمل عام 1888، بدأ في الحال في عمل آخر هو «دون جوان». كان مرشده حينها ما زال بولوف، الذي اقترح مراجعات في ماكبث كما قدم له توصية ليعمل مساعد مايسترو في أوبرا فايمار.
رحل شتراوس عن ميونخ عام 1889؛ خلال ذلك الصيف عمل في بايرويت حيث استقبلته كوزيما فاجنر جيدا. أخذ معه إلى فايمار النوتة المكتملة لدون جوان والعملين الذي كان يعمل فيهما، كلمات اوبرا «جونترام» ومسودة قصيد سيمفوني بعنوان «الموت والتجلي». انبهر مستخدموه في فايمار بشدة من دون جوان وأصروا أن يكون العرض الأول في حفل بفايمار. رغم تشككه من قدرة الأوركسترا على التكيف مع الصعوبات الفنية غير المسبوقة في العمل، قاده شتراوس في 11 نوفمبر 1889. كان أكبر نجاح له حتى الآن ومنذ ذلك الحين اعتبر بشكل عام أهم مؤلف موسيقي ألماني تقدمي منذ فاجنر. بعد سبعة أشهر، في حفل بأيزناخ، قاد العروض الأولى لبورلاسك للبيانو والأوركسترا وعمل الموت والتجلي. في أكتوبر الذي يليه قاد النسخة المعدلة من ماكبث في فايمار. وأثناء ذلك انضمت باولين دو أنا لفرقة فايمار وغنت دور «أيزولد» في اوبرا ترستيان حين قادها شتراوس، دون حذفها بعد تلقي النصيحة من كوزيما في يناير 1892. إلى جانب «مدرسة العشاق» ظلت الاوبرا المفضلة لشترواس باقي حياته.

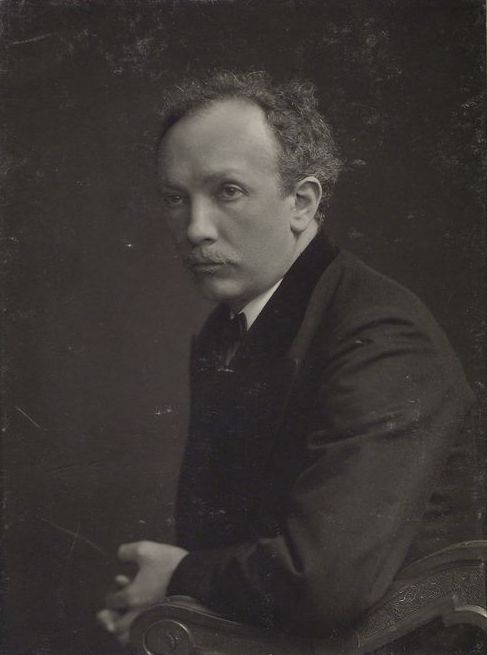
ريتشارد شتراوس

في يونيو 1892 مرضى شتراوس بشدة وقضى الشتاء في مصر. اكمل موسيقى جونترام في القاهرة وقاد العرض الأول في فايمار في مايو 1894 مع باولين في دور «فريهلد». دليل على سمعة شترواس في هذا التاريخ هو أنه عقب وفاة بولوف عام 1884، دعته «اوبرا برلين الفيلهارموني» ليتولى قيادة حفلات بولوف، لكن المهمة لم تنجح، فاعترف شتراوس أنه ليس مستعدا بعد لوظيفة كهذه. لكنه مع ذلك طلب منه العودة إلى ميونيخ كمساعد لليفي المريض ووافق لكنه بعد تردد بعد نصيحة كوزيما فاجنر. كان مقرر أن يبدأ مهامه هناك في 1 أكتوبر 1894؛ في أغسطس السابق قاد للمرة الأولى «تانهاوزر» في بايرويت وفي 10 سبتمبر تزوج باولين. كانت جائزة زواجه إليها أربع أغاني رفيعة مصنف رقم 27، «مورجن»، «سيسلي»، «فلتهدئي يا روحي» «عهد المحب».
مع تكرار مرض ليفي، كان شتراوس راضي عن قيادة تريستان وسادة الشعراء في ميونيخ إلى جانب احتفال موتسارت «الاختطاف من السراي»، «مدرسة العشاق»، و«دون جيوفاني». في موسمه الثاني عرض «جونترام» لكن كان العرض كارثي، فرفض المطربان الأساسيان المشاركة وطالبت الاوركسترا إعفائها من هذا العمل. شعر شتراوس بالمرارة من هذا الموقف في بلده الأم وانتقم آخر الامر. فكانت 1894-1899 سنوات إنتاجه الغزير في التأليف. إضافة إلى الأغنيات الكثيرة التي كتبها واحدة تلو الأخرى، 4 من أفضل أعماله الاوركسترالية «تل المهزار» و«هكذا تكلم ذرادشت»، «دون كيشوت» «حياة بطل» لاقت كلها استقبالا جيدا ودعمت موقعه كمؤلف بارع في عصره، ونظر إليه على أنه شيطان العصر الحديث بسبب القوى الآلية الضخمة التي استخدمها والتصميم المبتكر والمؤثرات الطبيعية التي وظفها.
لكن من السهل التغاضي عن قدرة شتراوس وسمعته كمايسترو، الذي اعتبره دوره الأساسي في هذا الوقت. الحياة الموسيقية لألمانيا والنمسا في 1890 و1900 سيطر عليه 3 من قادة الأوركسترا الذين عرفوا أيضا كمؤلفين وهم مالر وشتراوس وفينجارتنر. كان شتراوس مطلوبا باستمرار كمايسترو ضيف ليقود أعماله وزار هولندا وإسبانيا وفرنسا وإنجلترا عام 1897، وهو العام الذي ولد فيه ابنه. وكان في ذلك الوقت المايسترو الرئيسي لأوبرا ميونخ، بعد تقاعد ليفي عام 1896، لكن لم يتردد عام 1898 في قبول منصب مايسترو رئيسي لأوبرا البلاط الملكي في برلين. في أول موسم له دام 8 أشهر قاد 71 عرض ل25 أوبرا، بما فيها عرضين لأعمال لأول مرة ومجموعة «خاتم النبلونج». وفي السنوات القادمة قام بالكثير من الجولات للقيادة كما قاد حفلات لأوبرا برلين ولاحقا الأوركسترا برلين الفيلهارموني. كان دائما مستعدا لمناصرة ما هو جديد وغير مألوف. في فايمار احيى عدة أعمال لفرانز ليست مثل «سمفونية فاوست» وهذه ظلت في برامج حفلاته. وفي برلين قاد موسيقى ماكس ريجر ومالر وشيلنجز وسبيليوس وإلجار. وسمة أخرى هامة لحياة شتراوس في هذه المرحلة كانت البداية عام 1898 لحملته التي استمرت 7 سنوات لمراجعة قانون حق الطبع الألماني وإقامة جمعية لحق العرض. كان دائما يعرف قيمة المال، وتوجد دعابات كثيرة حول حديثه المستمر عن العوائد المالية. لكن لم ير سببا يمنع عدم مكافأة المؤلف جيدا على عمله وناصر بإصرار حقوق أصدقائه إلى جانب حقوقه في هذا الصدد.

### مؤلف الأوبرا، 1898 - 1918

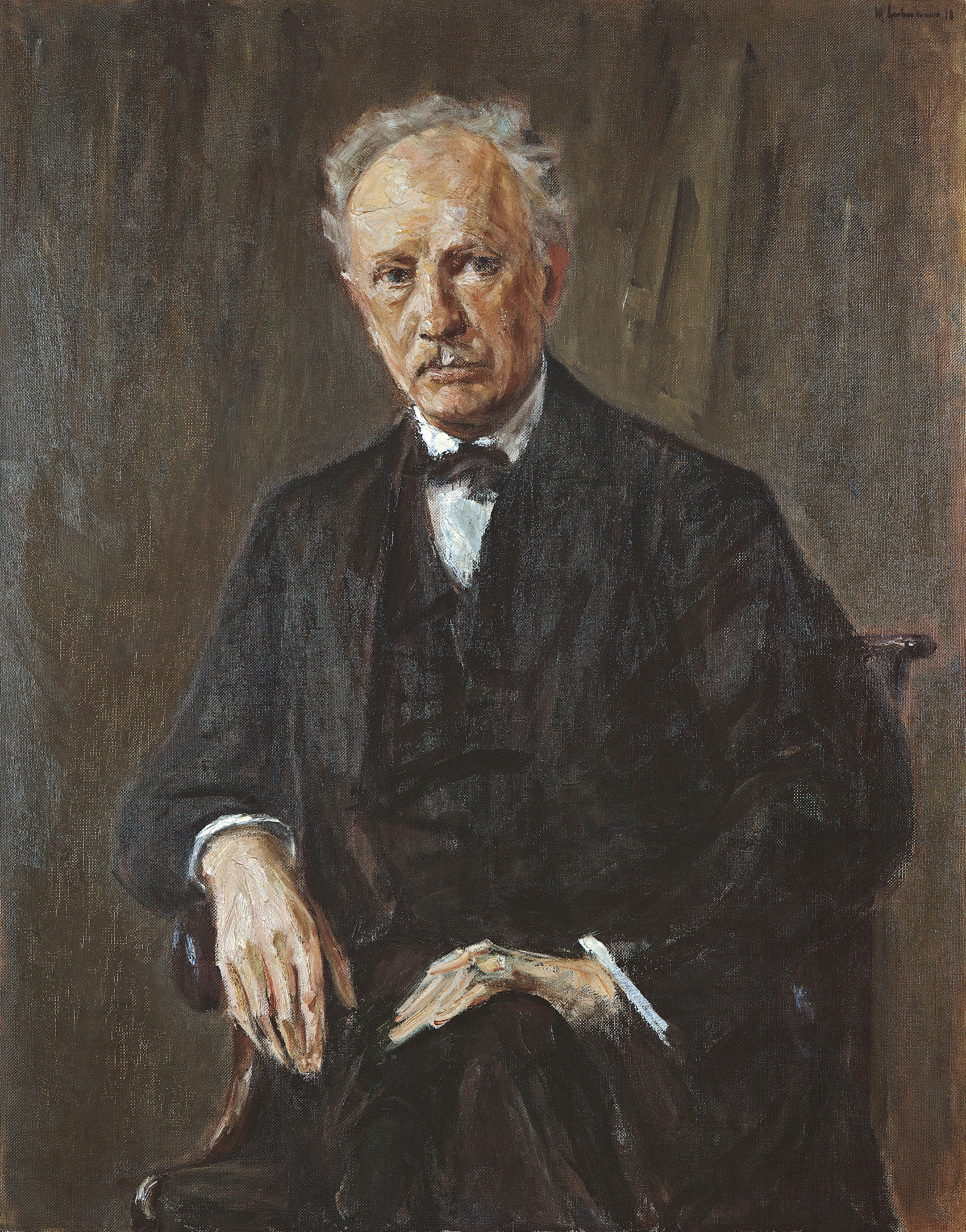
لوحة زيتية لشترواس 1918 لماكس ليبرمان

عام 1898 التقى شتراوس مع الشاعر والكاتب الساخر إرنست فون فولزوجين الذي أسر إليه برغبته في الانتقام من ميونيخ لطريقة معاملته في عمله «جونترام» بكتابة أوبرا تسخر من غطرسة ميونيخ. وجد شتراوس موضوعا مناسبا في أسطورة فلمنكية من العصور الوسطى. حول فولزوجين الموضوع إلى ميونيخ في العصور الوسطى وأدخل استعارات وتلميحات إلى النص عن ساحر هو ريتشارد فاجنر، وصبيه شتراوس، بالتالي أتاح لشتراوس فرصة مماثلة للدعايات الموسيقية والاقتباسات. الأوبرا من فصل واحد تدعى «ندرة النار» وأكملها عام 1901. ووصت لأول مرة في درسدن، بقيادة إرنست فون شوش، بالتالي افتتحت تعاون طويل بين شتراوس وأوبرا درسدن. «ندرة النار» حققت نجاحا في الحال، حيث أنها تقدم كبير بعد جونترام التي تشبه أعمال فاجنر، وقدمها مالر إلى فيينا وبيتشام إلى لندن. وفي عام 1903 أكمل شترواس عمل أوركسترالي كبير آخر «السمفونية المنزلية»، التي وصفت أحداث في حياته المنزلية. قاد العرض الأول في 21 مارس 1904 في نيويورك في زيارته الأولى إلى الولايات المتحدة. سبب محتوى العمل ضجة، لكن هذا ليس مقارنة برد الفعل المثير لأوبراه التالية «سالومي»، وهو لحن لترجمة ألمانية لمسرحية أوسكار وايلد بنفس الاسم. وأنتج العمل في درسدن في 9 ديسمبر 1905. تقريبا في كل مكان تعرضت سالومي لمشاكل رقابية واعتبرت فن غير موقر. لكن هذا اسهم في الدعاية المربحة للعمل الذي حقق نجاحا ساحقا مع الجمهور، الذي احب أن يصدم، وعرضته 50 دار أوبرا خلال عامين. مع المال الذي جناه شتراوس بنى الفيلا في جارمش حيث أقام مع باولين منذ 1908 حتى نهاية حياتهما. وأتبع شتراوس سالومي ب«إليكترا»، وهي أوبرا من فصل واحد تدور أحداثها حول امرأة مهووسة، وهي تعاونه الأول مع الشاعر والكاتب المسرحي النمساوي هوجو فون هوفمانستال. وشاهد شتراوس الإنتاج المسرحي لماكس رينتدارت لنسخة هوفمانستال عن عمل سفوكليس وسأل الشاعر إن كان بمقدوره تحويلها إلى ليبريتو. من البداية ميز شتراوس الإمكانيات في تعاون دائم مع هوفمانستال، رغم اختلاف شخصياتهما ونظرتهما للامور، فكتب «ولدنا للتعاون معا وبالتأكيد سنحقق أعمالا رائعة معا». أنتجت إلكترا في درسدن بقيادة شوش في 25 يناير 1909. وفشلت في ترك نفس الانطباع الذي تركته سالومي، لكن دور الأوبرا كانت متلهفة لعرضها وتمتعت بسوء سمعة في ذروة الحداثة، حتى إرنست نيومان أشار للموسيقى بأنها قبيحة بشكل منفر.
التعاون التالي بين شتراوس وهوفمانستال كان كوميديا موسيقية من 3 فصول، «الفارس ذو الوردة» التي جرت أحداثها في فيينا القرن ال18 عن الإمبراطورة ماريا تريزا واستخدمت الفالس بشكل فيه مغالطة تاريخية. كتبها بين ربيع 1909 وسبتمبر 1910. مرة أخرى قاد شوش العرض الأول، الذي أنتج بتكاليف باهظة تحت إشراف رينهارد والمناظر لألفريد رولار، في درسدن في 26 يناير 1911. الآن كانت أوبرات شتراوس تنتظر باعلى توقعات ويصحبها دعاية مكثفة مقدما. جرت قطارات خاصة ل«الفارس ذو الوردة» من برلين إلى درسدن، وعدة دور أوبرا أخرى أنتجت العمل خلال أيام من العرض الأول له في درسدن. فازت الاوبرا بترحاب جماهيري فوري لم يقل قط؛ وحقا كان مكثفا. الفارس ذو الوردة تلاه العام 1912 تجربة غير معتادة للنسخة الأولى من «اريادن في ناكسوس»، حيث كان الجزء الأول عرض «السيد البرجوازي» لموليير مع موسيقى تصويرية لشتراوس، والثاني اوبرا من فصل واحد هي اريادن في ناكسوس حيث امتزجت الشخصيات من الكوميديا مع شخصيات ميثولوجية. لم تحقق نجاحا ولم يكن لها أمل في المستقبل لأن هذا المزيج اعتمد على الصعوبة الشديدة للحصول على فرق ممتازة من الممثلين المطربين في نفس الوقت. عام 1916 شتراوس وهوفمانستال، اللذان اقتربا من الانقسام بشأن هذا العمل، رجعاه باستخدام مسرحية موليير واستبدال برولوج مغني ثبت أنه أكثر مقطوعة مؤثرة ومسرحية جديدة شتراوس. في هذه الصورة أنتج العمل في فيينا في 4 أكتوبر 1916، مع لوت ليمان يغني لدور المؤلف الموسيقي في البرولوج، ماريا جيرتزا في دور أريادني وسيلما كيرز في دور زيربنيتا. بغض النظر عن هذه المجرة الصوتية، ما زال لم يحقق نجاح وشق طريقه ببطء نسبي نحو الشعبية النسبية الحالية. في الواقع بعد الفارس ذو الوردة، لم يتمتع أي من أعمال شتراوس بالنجاح مرة أخرى. من توقع منه المواصلة في تقديم إثارة مثل سالومي وإلكترا اقتنع أنه في الفارس ذو الزهرة صار ألطف، حيث غير الاتجاه وتراجع إلى دوران نغمي مريح.
التعاون الأول غير الأوبرالي بين شتراوس وهوفمانستال كان عام 1912-1914 في باليه لدياجيليف هو «أسطورة جوزيف»، التي وضع لها هوفمانستال والكونت هاري كسلر السيناريو. أنتج على نطاق كبير بتزايد في باريس في 14 مايو 1914، كما عرض في لندن في دروري لين في 23 يونيو بقيادة بيتشام، الذي قدم كل اوبرات شتراوس الموجودة فيما عدا جونترام إلى لندن بين 1910 و1913. أثناء وجوده في لندن حصل شتراوس على دكتوراه فخرية في الموسيقى من جامعة أكسفورد في عيد ميلاده الخمسين. كان يعمل بالفعل في أوبرا أخرى هي «السيدة بلا ظل»، وهي حكاية خيالية رمزية وصفها هوفمانستال أنها «تتصل بالناي السحري مثلما تتصل الفارس ذو الزهرة بزواج فيجارو». قاطعه التقدم اندلاع الحرب في أغسطس 1914 (أحد عواقب هذا مصادرة جزء كبير من مدخراته، التي حفظها في إنجلترا مع الممول الألماني سير إدجارد سباير). لذا أكمل شتراوس تدوين نوتة آخر قصائده السيمفونية الأوركسترالية الهامة وهي «سمفونية جبال الألب» التي كان يعمل عليها بشكل متقطع منذ 1911، وقاد أول عرض في 28 أكتوبر 1915 في برلين. عام 1917 أضاف موسيقى تصويرية لمعالجة أخرى لمسرحية «السيد البرجوازي» لهوفمانستال. اخبر شتراوس هوفمانستال عام 1916 أنه أراد كتابة «كوميديا حديثة كليا ومنزلية واقعية كليا»، الشاعر استجاب بشكل سلبي وأوصى بهرمان باهر كليبريتو محتمل. حدد شتراوس أفكاره لأوبرا تعتمد على سوء تفاهم بين الأزواج بين باولين وبينه قبل عدة سنوات. وضعت باهر مسودة ليبريتو؛ استجاب شتراوس ببعض المقترحات التي تمتع بها باهر كثيرا حتى أنه انسحب، مصرا أن في هذه الحالة لابد أن يكون المؤلف الموسيقي هو كاتب الليبرتو لنفسه: في يوليو 1917 أكمل شتراوس ليبريتو الانترميتزو، لكنه لم يكمل الموسيقى حتى عام 1923.

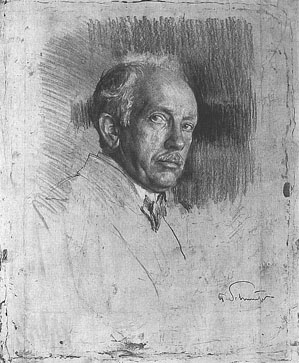
ريتشارد شتراوس نحته فرديناند شموتزر (1922)

### بعد الحرب العالمية الأولى، 1919 - 1949
منذ عام 1910 كان شتراوس مايسترو زائر في أوبرا برلين لكن هذا التعاون انتهى عام 1918. ثم وقع على عقد مدته خمسة أعوام مع أوبرا فيينا، ليبدأ منذ 1919، كمدير مشترك مع فرانك شوك. قبل بدأ التعاون قاد شوك العرض الأول لاوبرا «سيدة بلا ظل» في 10 أكتوبر 1919. ثبت أن مصاعب العمل في مسألة العرض على المسرح عائقا كبيرا أمام نجاح العمل، رغم فريق العمل الناجح. كان شتراوس وشوك يعمل لديهما مطربون مثل جيرتزا وليمان وكيرز وسليزاك. لم يكن شتراوس يقود فقط لكن أيضا كان ينتج أكبر برنامج كلاسيكي عظيم بطريقة لا تنسى كان مايسترو عظيم دون شك. الإيماءات الواضحة التي ميزت شبابه أفسحت المجال لأسلوب أكثر ثباته، لكن أثره لا يمكن إنكاره. وصف إريك كليبر كيف أن شتراوس مثل نيكيش يمكنه إصدار كريشندو هائل في الصفحات الأخيرة من تريستان ببساطة خلال رفع يده اليسرى ببطء. رغم هذه النجاحات الفنية، كان هناك توتر مستمر بين شوك وشتراوس؛ أيضا الموظفون النمساويون الذين أداوا الأوبرا وقتها اعتبروا أن شتراوس مبذر وكان جوابه: «أنا هنا لأخسر النقود». النتيجة الحتمية كان استقالته المدبرة عام 1924، رغم ان الاحتفال ببلوغه سن الستين في مدينة فيينا أهدته رقعة أرض في بالفدير ليقيم عليها منزلا رائعا. لذا ظل شخصا مؤثرا في المدينة وبعد عامين عاد إلى اوبرا فيينا كمايسترو زائر.
قل إنتاج شتراوس الإبداعي خلال قيادته لأوبرا فيينا، الذي أوضح سبب بطء تقدمه في كتابة الانترمتزو. لم ينجح الباليه «الكريم المخفوق» (الذي أكمله عام 1922 وعرض 1924)، وفي عام 1924 كتب «السيمفونية المنزلية» للبيانو والأوركسترا لعازف البينو ذو الذراع الواحد بول فتجنشتاين. وأنتج الانترمتزو في درسدن في 4 نوفمبر 1924، حيث قاده فريتز بوش. أكمل الشراكة مع هوفمانستال عا 1923 بأوبرا من فصلين هي «هيلين المصرية»، التي قادها بوض كذلك في العرض الأول بدرسدن في 6 يونيو 1928. لم تنجح هناك وفي فيينا ونيويورك؛ وأكدا الرأي النقدي المعاصر العام أن شتراوس المؤلف كان بركان منقرض، لا يواكب عالم ما بعد الحرب وليس فقط لا يملك شيء جديد يقوله، بل إنه لا يملك أي شيء يقوله على الإطلاق. ومنذ عام 1922 طلب شتراوس بإلحاح من هوفمانستال ان يكتب له «أوبرا أخرى هي الفارس ذو الزهرة، لكن دون أخطائها وإطالتها». وعام 1928 اعتقد هوفمانستال أنه وجد الجواب في أرابيللا، التي تدور في فيينا أيضا لكن عدا ذلك لم تماثل العمل السابق كان هو وشتراوس ما زالا يراجعان الليبرتو المكتمل حين توفي هوفمانستال فجأة من السكتة في 15 يوليو 1929. فبدأ شتراوس يؤلف الموسيقى كإهداء، لكن بعد إكمال الفصل الأول بسرعة تباطأ ولم يكمل باقي العمل حتى عام 1932.
وأثناء ذلك عام 1931، وجد شتراوس كاتب ليبريتو جديد، الروائي اليهودي ستيفان زفايج، الذي عرض عليه معالجة نص «الخرساء» لبن جونسون. كان شتراوس مبتهجا بالعمل وفي عام 1933 بدأ يؤلف «السيدة بلا ظل». لكن كان هذا عام وصول الاشتراكيون القوميون مع هتلر كمستشار للسلطة في ألمانيا. قضى شتراوس حيات حتى تجاوز الخمسين كمؤلف للبلاط، واعتاد على تجاهل السياسة أثناء قيام بمهامه الموسيقية. كان مهووسا بالكامل بالموسيقى، التي كانت بكل معنى الكلمة حياته. كان يزدري معظم الساسة: كانوا يأتون ويذهبون في حين سلك طريقه المختار. مع ذلك كان مواطن يحب بلده ألمانيا. أيضا حين قارب السبعين، في وقت متاخر من العمر للتخلى عن منزله ووطنه مثلما كان يفعل الموسيقيون الألمان الآخرون. أدرك النازيون أن أهمية شتراوس كانت قيمة لهم كدعاية. لعب بين أيديهم عام 1933 في احتفال بايرويت حين قاد «بارسيفال» محل توسكانيني، الذي انسحب احتجاجا على موقف النازيين تجاه اليهود. تصرف شتراواس لإنقاذ الحفل وكذلك لتوقيره فاجنر، لكن لقنته أساء فهمها خصوم هتلر ووصفوه أنه مناصر للدكتاتور. وزير الدعاية جوبلز استفاد من هذا في نوفمبر 1933، حين أقام مكتب حكومي للموسيقى وجعل شتراوس رئيسه دون حتى استشارته.
حقائق الموقف بدأت تتضح شتراوس حين منعت المسارح الألمانية إنتاج أعمال اليهود وأدين في الإذاعة للعمل في زفايج. بحكمة ذهب زفايج إلى زيورخ وأدرك أنه لم يعد بمقدوره التعاون مع شتراوس. لكن شتراوس لم يتمكن من قبول هذا واقترح ترتيب سري. كل ما وافق زفايج على فعله هو اقتراح مواضيع والإشراف على تجميع الآخرين لها. أجاب شتراوس في رسالة غير حذرة على زفايج أرسلها في درسدن، حين كانت بروفات «سيدة بلا ظل» جارية، والتي قاطعها الجستابو. اكتشف أن اسم زفايج حذف من الملصقات والبرامج وطلب إعادته. هذا تم لكن هتلر وجوبلز، اللذين وعدا بحضور العرض الأول مكثا بعيدا، وبعد 4 عروض منعت الأوبرا في ألمانيا. في نفس الوقت تلقى شتراوس امرا بالاستقالة من رئاسة المكتب الموسيقي بدواعي المرض. ثم كتب شتراوس رسالة إلى هتلر، لكنه الآن أراد حماية ليس نفسه بل زوجة ابنه اليهودية أليس وأبنائها.
أوصى زفايج بكاتب مسرحيات في فيينا هو جوزيف جريجور ككاتب ليبريتو لموضوع الأوبرا التالية التي اختارها مع شتراوس، وهي حلقة في حرب الثلاثين عاما. لم يحب شتراوس جريجور ولا عمله وعامله باحتقار. كان مقرر تسمية الأوبرا «يوم السلام»، وراجع زفايج أقسام الليبريتو التي لم يرض عنها شتراوس. «يوم السلام» ترنيمة للسلام وغير عادي أن تم الموافقة عليها في ألمانيا النازية حين عرضت أول مرة في ميونخ في يوليو 1938؛ حقا حقق العمل 100 عرض في عامين. كان العمل من فصل واحد وكان مقرر عرضه مع «دافني» التي أكملها عام 1937، رغم أنهما عادة يعرضان كل على حدة. الأوبرا الثالثة لشتراوس مع جريجور كانت «غرام دانا»، كان إعادة كتابة سيناريو أرسه هوفمانستال إلى شتراوس عام 1920. مثلما في «دافني»، حل مشاكل معينة في الليبرتو المايسترو كلمنز كراوس الذي كان مفضلا لدى شتراوس منذ العشرينات، وكان كراوس هو الذي أصبح كاتب ليبريتو لآخر اوبرا لشتراوس «كابريشيو»، التي كتبها عام 1940-1941 وعرضت أول مرة في ميونخ في أكتوبر 1942.

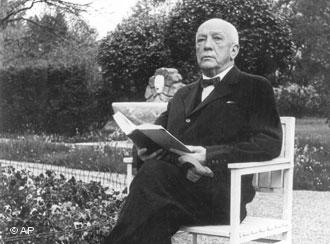
شتراوس في جارمش 1938

عقب اندلاع الحرب في 1939 لم يكن شتراوس البالغ من العمر 75 عاما مهما للسلطات النازية، لكن في جارمش رفضه السماح للذين اخليت منازلهم بالدخول إلى منزله أدت لسوء معاملة أليس وأولادها. في عام 1941 سمح لأسرة شتراوس بإعادة شغل منزلهم في فيينا. كان شتراوس يشعر بالرضا في أي مكان، بشرط أن يتمكن من العمل، وفي فيينا كتب كونشرتو الهورن رقم 2 وأول عملين سوناتينا لآلات النفخ في عودة متعمدة لنوع الموسيقى التي كتبها في شبابه. وكما متوقع البشاعة التي جلبتها ألمانيا النازية للعالم وفقط بدأت تؤثر عليه حين العلاقة بالموسيقى. دمار المسرح القومي لميونخ عام 1943 تلاه تدمير دور أوبرا درسدن وفايمار وفيينا واخيرا تسبب في المأساة لبلاده. كما حدث معه مشكلة مع القائد الثاني لهتلر مارتان بورمان ولم يحميه سوى حاكم فيينا بالدور فون شيراخ. ورغم عدم تشجيع الاحتفالات ببلوغ شتراوس الثمانين في يونيو 1944، ضمن كل من شيراش وكراوس وضع علامة في التاريخ لذلك. رفض شتراوس السماح بإنتاج غرام دانا لحين بعد الحرب، لكنه خضع لاقناع كراوس وأعد العرض الأول لمهرجان سالزبورج 1944. بعد خطة تفجير قنبلة ضد هتلر في يوليو 1944 ألغى المهرجان وصار العرض الأول بروفة في 16 أغسطس.
رد فعل شتراوس الإبداعي للفوضى التي حوله كان كتابته عمل «التحولات» في ربيع 1945. هذه «الدراسة ل23 آلة وترية صولو» رثاء للحياة الموسيقية في ألمانيا التي كان شتراوس رائدا لنصف قرن. بعد استسلام ألمانيا في مايو 1945 بدأ شتراوس في كتاب كونشرتو الأوبوا، الذي لا يعكس أي شيء عن زمن كتابته. في أكتوبر ذلك العام ذهب هو وباولين إلى منفى اختياري في سويسرا لأنه شغل منصبا رسميا في اثناء النظام الألماني فاختير تلقائيا لمحكمة «معاداة النازية». في زيورخ ومونترو سمع العروض الأولى لكونشرتو الأوبوا والتحولات وسوناتينا آلات النفخ رقم 1 وكونشرتينو الكلارينيت والباصون والوتريات. هذه كلها أعمال روحها هادئة ومصقولة بشكل رائع في التكنيك، وتعرف بشكل عام كأعمال «الصيف الهندي» لشتراوس، وهو اسم مريح لفترته الأخيرة، التي يقال أنها بدأت بعمل كابريشيو.

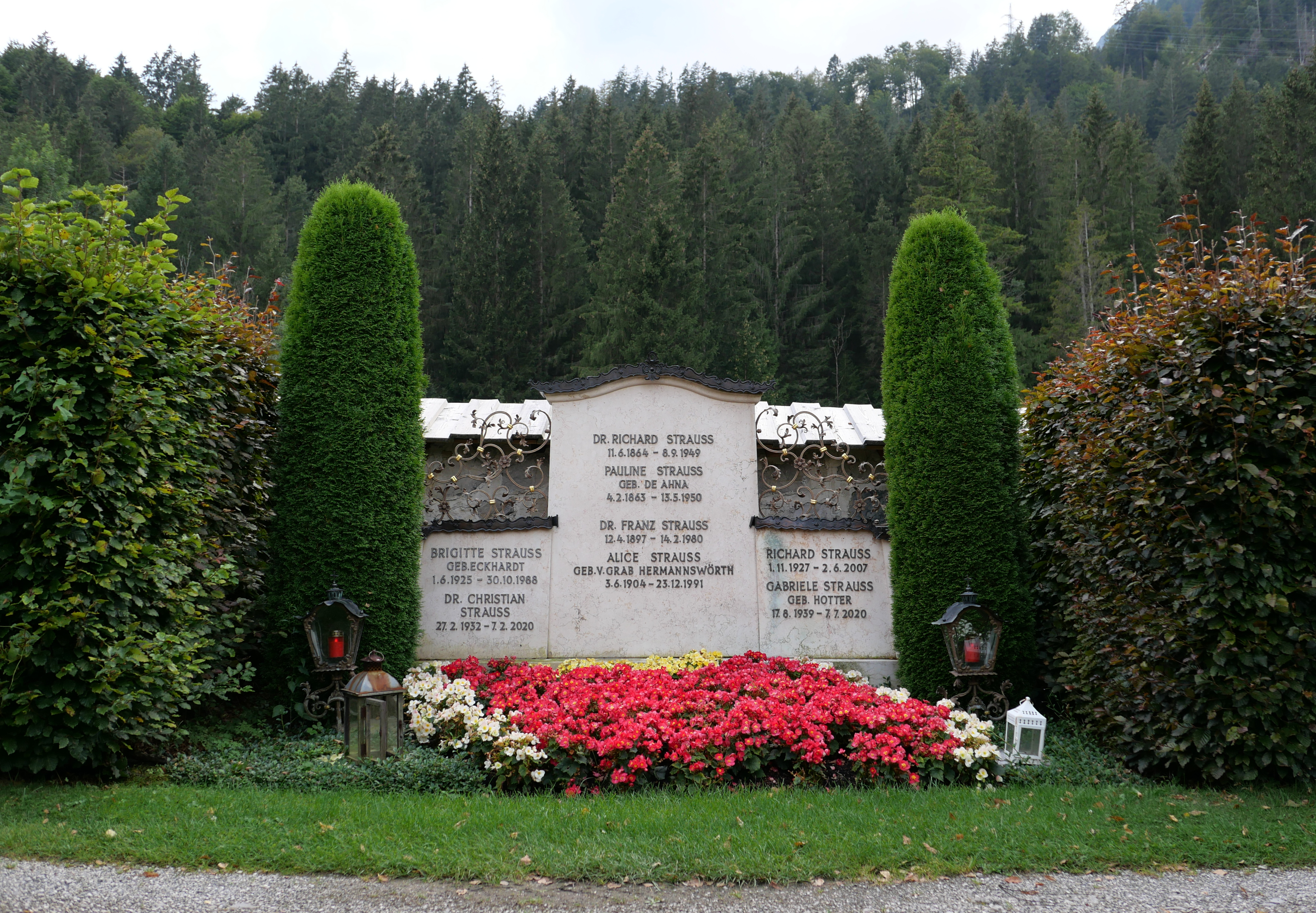
القبر في عام 2024.

مدت يد الصلح لشتراوس عام 1947 في بريطانيا، حيث حث بيتشام على أقامة مهرجان لأعمال شتراوس في لندن ودعاه للحضور. قضى من 4 إلى 31 أكتوبر في لندن، وهي زيارته الأولى منذ 1936 حين تسلم «الميدالية الذهبية» للجمعية الفيلهارمونية الملكية وقاد عدة أعمال من تأليفه. لدى عودته إلى سويسرا بدأت صحته تتدهور. في يونيو سمع أن اسمه أزيل من لائحة «معاداة النازية» وكان حرا للعودة لجارمش. لكن قبل ذلك أجريت له عملية دقيقة ولم يعد للوطن حتى مايو 1949، آخذا معه أربع أغنيات رائعة للأوركسترا كتبها أثناء 1948، وكانت آخر أعماله ونشرت بعد وفاته بعنوان Vier letzte Lieder (وتعني الأغنيات الأربعة الأخيرة). شارك في احتفالات ميونيخ لبلوغه 85 سنة لكن بدأت حالة قلبه تتدهور وتوفى بسلام في مدينة غارميش-بارتنكيرخن في 8 سبتمبر 1949. أحد آخر تعليقاته كانت مميزة قالها لزوجة ابنه «الموت يشبه ما كتبته عنه في قصيدي السيمفوني الموت والتجلي».
تم حرق رفات شتراوس. تم دفن الجرة في مقبرة غارميش في غارميش بارتنكيرشن في قبر زوجته بولين وابنهما فرانز (1898-1980) وزوجته أليس (1904-1991)، وحفيده ريتشارد (1927-2007) وزوجته غابرييل ، ني هوتر (1939-2020)، وحفيده كريستيان وزوجته بريجيت، ني إيكهاردت (1925-1988)، تم دفنهم.

## هوامش
1. ↑  B.R.A.H.M.S. (بالفرنسية), ISSN:2557-8928, QID:Q54074647
2. ↑  MusicBrainz (بالإنجليزية), MetaBrainz Foundation, QID:Q14005
3. ↑  New Grove: Turn of the Century Masters, 185:188
4. ↑  New Grove: Turn of the Century Masters, 189:194
5. ↑  New Grove: Turn of the Century Masters, 195:201
6. ↑  New Grove: Turn of the Century Masters, 202:209

## روابط خارجية
- ريتشارد شتراوس على موقع IMDb (الإنجليزية)
- ريتشارد شتراوس على موقع الموسوعة البريطانية (الإنجليزية)
- ريتشارد شتراوس على موقع مونزينجر (الألمانية)
- ريتشارد شتراوس على موقع ميوزك برينز (الإنجليزية)
- ريتشارد شتراوس على موقع قاعدة بيانات برودواي على الإنترنت (الإنجليزية)
- ريتشارد شتراوس على موقع إن إن دي بي (الإنجليزية)
- ريتشارد شتراوس على موقع أول ميوزيك (الإنجليزية)
- ريتشارد شتراوس على موقع ديسكوغز (الإنجليزية)
- ريتشارد شتراوس على موقع قاعدة بيانات الفيلم (الإنجليزية)